# 野崎欣一郎
野崎 欣一郎（のざき きんいちろう、1922年1月16日 - 1975年4月1日）は、日本の政治家。元滋賀県知事（2期）。

## 来歴
滋賀県出身。姫路高等学校を経て、1943年に京都帝国大学法学部を卒業。滋賀県に入庁。総務部長を経て、副知事に就任。
1966年、自民党、社会党、民社党の推薦を得て滋賀県知事に初当選。44歳で全国最年少の知事となった。
1972年、建設相の琵琶湖のダム化計画を撤回させ、総額4,250億円におよぶ開発事業費を投入する「琵琶湖総合開発特別措置法」を成立させた。県民の大多数はこれを野崎の勝利とみなした。
しかし野崎県政の後期には、上田建設が隠然たる勢力を誇り、県の大口入札についてはすべて同社の上田茂男社長が取りしきるようになっていた。さらに上田は、大学生だった長男の上田茂行を田中角栄の秘書として箔をつけさせ、1972年の衆院選・滋賀県全県区に自由民主党公認で立候補させ、膨大な金力と県庁をバックにした力で当選させた。また、琵琶湖総合開発事業にからむ滋賀県土地開発公社の土地売買に介入。上田建設は、公社が買う予定の土地を事前に土地転がしして価格をつり上げ巨利を得ていた。その結果、土地開発公社の負債は1974年度末には借入金206億円、未払い金272億円の計478億円に達し、県政は破産寸前の状態になった。
1974年、野崎県政と上田建設の癒着を最大の攻撃目標に、八日市市長の武村正義が知事選挙の革新統一候補（社会党・民社党・共産党・公明党推薦）に推された。投票1週間前の各マスコミの世論調査では、平均3～5万票の差で野崎有利と出ており、野崎の3選は確実とみられた。開票の早かった町村ではほぼ野崎が勝っていたが、最終段階に入って大津市と八日市市の票で覆り、同年11月、約8,300票の僅差で武村に敗れた。
引退しても騒動は続いた。年が明けて1975年、県は1月15日支払い予定の県庁職員、教職員、警察官の月給が払えないとう事態に陥った。新聞は一斉に「滋賀県の金庫はカラッポで、約2万人の公務員の給与が払えない」と報道した。武村は職員の給与を下げることで急場をしのいだ。
同年3月、旅行先の台湾で持病の糖尿病と肝硬変が悪化。4月1日、肝硬変のため死去した。53歳没。
野崎はすでにこの世にいなかったが、大津地検は県に約209億円もの損害を与えた背任罪として関係者を起訴し、竿山重良検事正は「わが国犯罪史上最高の背任額である」と付け加えた。土地転がし事件は県の幹部3人、業者側4人が逮捕され刑事事件として決着をみた。